# 光、再考
「光、再考」(ひかり、さいこう)は、あまざらしが2009年2月18日に発売した1stミニアルバムである。

## 概要
あまざらしの結成地青森県にて500枚限定で販売された1stミニアルバムである。
本アルバムの収録曲は全て、新たに編曲を加えたのち、amazarashiの各アルバムに再収録されている。また、原曲そのものはamazarashiの1stベストアルバム『メッセージボトル』の各種限定盤に全曲再収録されている。

## 収録曲
1. 光、再考
  - ミニアルバム「0.」に再収録
2. 少年少女
  - ミニアルバム「0.」に再収録
3. 真っ白な世界
  - ミニアルバム「ワンルーム叙事詩」に再収録
4. 隅田川
  - ミニアルバム「爆弾の作り方」に再収録
5. ドブネズミ
  - ミニアルバム「あんたへ」に再収録
6. 未来づくり
  - アルバム「千年幸福論」に再収録